# Sonate pour piano et violon en la majeur K. 402

La Sonate pour violon no 29 en la majeur K. 402 (385e) est une sonate pour violon et piano de Mozart. Composée à Vienne, en 1782, sa structure inhabituelle en deux mouvements enchaînés reprend le schéma du prélude et fugue. La fugue inachevée a été complétée par l'abbé Stadler.

## Analyse de l'œuvre
La sonate comprend deux mouvements :
1. Andante ma un poco adagio, en la majeur, à 
, 75 mesures
2. Allegro moderato: fugue, en la mineur, à , 91 mesures

- Durée de l'exécution : environ 9 min 30 s